# Linden Hall
Linden Hall (* 20. Juni 1991 in Sunbury) ist eine australische Leichtathletin, die sich auf den 1500-Meter-Lauf spezialisiert. Seit 2018 ist sie Inhaberin der Ozeanienrekorde über 1500 Meter und im Meilenlauf.

## Sportliche Laufbahn
Erste internationale Erfahrungen sammelte Linden Hall bei den Olympischen Sommerspielen 2016 in Rio de Janeiro, bei denen mit 4:05,81 min im Halbfinale ausschied. Im Jahr darauf nahm sie an den Weltmeisterschaften in London teil, scheiterte dort aber mit 4:10,54 min bereits in der ersten Runde. 2018 nahm sie erstmals an den Commonwealth Games im heimischen Gold Coast teil und wurde dort in 4:03,67 min Vierte. Im Laufe der Saison stellte sie bei Meetings der IAAF Diamond League zwei neue Ozeanienrekorde aus. Im September belegte sie beim Leichtathletik-Continentalcup in Ostrava in 4:18,82 min Platz fünf. Im Jahr darauf gelangte sie bei den Weltmeisterschaften in Doha bis ins Halbfinale und schied dort mit 4:06,39 min aus. 2020 siegte sie in 4:05,16 min beim Sydney Track Classic und im Jahr darauf siegte sie in 4:02,02 min beim Canberra Track Classic, ehe sie beim Sydney Track Classic in 2:01,27 min im 800-Meter-Lauf siegte. Anfang April unterbot sie erstmals die Vier-Minuten-Marke und qualifizierte sich damit für die Olympischen Sommerspiele in Tokio und gelangte dort bis ins Finale und   belegte dort mit persönlicher Bestzeit von 3:59,01 min den sechsten Platz. Anschließend wurde sie beim Prefontaine Classic in 3:59,73 min Zweite, wie auch bei der Athletissima in 4:02,95 min, ehe sie beim Memorial Van Damme nach 4:21,38 min auf Rang drei über die Meile einlief. 
2022 startete sie erstmals bei Wettkämpfen über 1500 m in der Halle und klassierte sich im März bei den Hallenweltmeisterschaften in Belgrad mit 4:06,34 min auf dem sechsten Platz. Im Juli schied sie bei den Weltmeisterschaften in Eugene mit 4:04,65 min im Halbfinale aus und anschließend belegte sie bei den Commonwealth Games in Birmingham in 4:05,09 min den vierten Platz. Im Jahr darauf schied sie bei den Weltmeisterschaften in Budapest mit 4:03,96 min im Halbfinale aus und kurz darauf wurde sie bei der Xiamen Diamond League in 3:57,92 min Dritte. Zum Saisonabschluss verbesserte sie beim Prefontaine Classic den Ozeanienrekord auf 3:56,92 min. 2024 verpasste sie bei den Hallenweltmeisterschaften in Glasgow mit 4:09,83 min den Finaleinzug über 1500 Meter und im August schied sie bei den Olympischen Sommerspielen in Paris mit 4:09,05 min in der Hoffnungsrunde aus. Im Jahr darauf gelangte sie bei den Hallenweltmeisterschaften in Nanjing mit 8:44,99 min auf den neunten Platz über 3000 Meter.
In den Jahren 2018 und 2021 wurde Hall Australische Meisterin im 1500-Meter-Lauf. Sie absolvierte ein Studium der Diätwissenschaften an der Florida State University sowie einen Masterlehrgang an der Monash University.

## Persönliche Bestleistungen
- 800 Meter: 1:59,22 min, 27. März 2021 in Brisbane
  - 800 Meter (Halle): 2:13,11 min, 25. Januar 2014 in Albuquerque
- 1000 Meter: 2:35,12 min, 4. August 2023 in Bern
- 1500 Meter: 3:56,40 min, 7. Juli 2024 in Paris
  - 1500 Meter (Halle): 4:06,34 min, 19. März 2022 in Belgrad
- Meile: 4:19,60 min, 15. Juni 2023 in Oslo
  - Meile (Halle): 4:24,58 min, 8. Februar 2025 in New York City
- 3000 Meter: 8:40,59 min, 23. März 2024 in Sydney
  - 3000 Meter (Halle): 8:35,17 min, 31. Januar 2025 in Boston
- 5000 Meter: 15:18,77 min, 20. Januar 2018 in Glendale
  - 5000 Meter (Halle): 14:58,43 min, 15. Februar 2025 in Boston (australischer Rekord)